# Dog G
Dog G (chino: 大 支; Pe-OE-ji: Toa-ki, nacido Tseng Kuan-jung chino: 榕 冠 曾, pinyin: Zeng Guànróng; Pe-OE-ji:. Chan Koan-iông, ca 1980) es un cantante y rapero taiwanés. Su primer disco en solitario fue Lotus en su lengua materna (舌 粲 莲花, 2002), fue considerado como el álbum de género rap de la versión más completa en el mundo de habla china o mandarina. También ha colaborado con su colega rapero MC HotDog.
Fuera de la escena del hip hop, es el más conocido por su best-seller single, "Canción de Taiwán", que proyecta una reafirmación sin arrepentimientos. El título es un juego de palabras lúdico de la palabra en mandarín titulado "oda" (颂, pinyin: canción), que también significa  "sentirse bien" (爽, POJ: canción), así como la canción en su versión en inglés.
El 8 de marzo de 2004 en una edición asiática de Time lo describe como un escritor de "rapero a favor de Taiwán" y el "muchacho del cartel del sur de la Fiscalía de la campaña de voto de la juventud" durante las elecciones presidenciales de 2004. Él también ha participado en un segmento de 2007 en un especial de Discovery Channel Tainan, documental titulado "El Místico" (谜样 台南).